# جی-شاک
جی-شاک نام تجاری مدلی ساعت مچی است که توسط شرکت کاسیو تولید می‌شود و به‌خاطر مقاومتش در برابر ضربه شهرت دارد. این ساعت‌ها در اصل برای استفاده در ورزش، فعالیت‌های نظامی و سایر فعالیت‌های پرحادثه طراحی شده‌اند. تمام مدل‌های جی-شاک دارای برخی امکانات مانند داشتن کرنومتر، شمارنده معکوس،  و ضد آب بودن هستند.